# ニコライ・ダビデンコ
ニコライ・ヴラジーミロヴィチ・ダビデンコ（Nikolay Davydenko, ロシア語: Николай Владимирович Давыденко, 1981年6月2日 - ）は、ロシアの元男子プロテニス選手。赤土のクレーコートを最も得意としている。ATPランキング自己最高位はシングルス3位、ダブルス31位。ATPツアーでシングルス21勝、ダブルス2勝を挙げた。身長178cm、体重70kg。右利き、バックハンド・ストロークは両手打ち。
2009年ATPワールドツアー・ファイナル優勝。ATPワールドツアー・マスターズ1000で優勝3回。

## 選手経歴
ダビデンコはウクライナのセベロドネツクに生まれ、7歳から兄と一緒にテニスを始めた。15歳の時に家族でドイツへ引っ越し、18歳の時にロシア国籍を取得した。彼の両親はロシアに在住している。1999年にプロ入り。2001年全豪オープンで4大大会にデビューし、2回戦でパトリック・ラフターに挑戦した。2003年から世界的な躍進を始め、年頭のネクストジェネレーション・アデレード国際でツアー初優勝を果たす。この年から、ダビデンコは男子テニス国別対抗戦・デビスカップロシア代表選手になる。4月にポルトガル・オープンでも優勝し、この年に初めて世界ランキングトップ50位以内に入った。2004年も年間2勝を挙げ、同年のアテネ五輪にもロシア代表として出場したが、シングルス1回戦でスイスのロジャー・フェデラーに敗れた。
2005年にダビデンコは世界のトップ選手へと躍進し、全豪オープンで初めて準々決勝に進出した（アンディ・ロディックに敗退）。そして全仏オープンで、ダビデンコは準決勝に駒を進めたが、マリアノ・プエルタに3-6, 7-5, 6-2, 4-6, 4-6のフルセットで敗れ、決勝進出を逃した。同年末に、世界ランキング8位以内の選手しか出場できない男子テニス年間最終戦「テニス・マスターズ・カップ」にも初めて出場資格を獲得し、ダビド・ナルバンディアンとの準決勝まで勝ち進んだ。
2006年は全米オープンで自身2度目のベスト4入りを果たしたが、準決勝で第1シードのロジャー・フェデラーに1-6, 5-7, 4-6のストレートで敗れている。この年は男子テニスツアーで自己最高の年間5勝を挙げ、世界ランキングも自己最高位の3位まで躍進した。
ダビデンコはデビスカップロシア代表選手として、2006年にロシア代表の4年ぶり2度目の優勝に貢献した。12月1日-3日にロシアの首都・モスクワにあるオリンピック・スタジアムでアルゼンチンとの決勝戦が行われた時、ダビデンコはシングルス2試合に出場し、第1試合でフアン・イグナシオ・チェラに勝ったが、第4試合ではダビド・ナルバンディアンに敗れ、この決勝戦では1勝1敗の成績を残した。デ杯終了後に結婚。
2008年3月末に行われたマイアミ・マスターズで、ダビデンコは準決勝で地元アメリカのアンディ・ロディック、決勝でラファエル・ナダルを破り、自身2度目のATPマスターズシリーズ大会制覇を果たした。年末のツアー最終戦では決勝戦まで進出したがノバク・ジョコビッチに1-6, 5-7で敗れ準優勝に終わった。
2009年は手首の怪我で出遅れたが全仏オープン前に復帰し、ロビン・セーデリングとの準々決勝まで進出した。全米オープンでは4回戦で敗退したが、その後上海マスターズではラファエル・ナダルを破って優勝した。
さらに年末のATPワールドツアー・ファイナルではこれまでツアーで1度も勝てなかったロジャー・フェデラーを準決勝で下し、決勝では当年の2009年全米オープン覇者であるフアン・マルティン・デル・ポトロを6-3, 6-4で下し初優勝を果たした。この年は同郷の先輩で元世界1位のマラト・サフィンが引退した年であり、さらにツアー最終戦ではこの年の四大大会優勝者を全員破っての優勝だったため、ロシアテニス界の第一人者であることを印象づける勝利にもなった。
2010年カタール・エクソンモービル・オープンでラファエル・ナダルを0–6, 7–6(8), 6–4で破りツアー20勝目を挙げた。全豪オープンではベスト8に進出したが、その後は調子を落とし、前年優勝の最終戦への出場を逃しランキングを大幅に下げてしまった。
ダビデンコは2014年全仏オープンが最後の出場になり10月に現役引退を発表した。

## 主要大会決勝

### 年間最終戦決勝

#### シングルス: 2 (1タイトル, 1準優勝)
| 結果   | 年             | 大会     | サーフェス    | 対戦相手                         | スコア   |
| ------ | -------------- | -------- | ------------- | -------------------------------- | -------- |
| 準優勝 | 2008年11月16日 | 上海     | ハード (室内) | ノバク・ジョコビッチ             | 1-6, 5-7 |
| 優勝   | 2009年11月29日 | ロンドン | ハード (室内) | フアン・マルティン・デル・ポトロ | 6-3, 6-4 |

### マスターズ1000決勝

#### シングルス: 3 (3タイトル)
| 結果 | 年             | 大会     | サーフェス        | 対戦相手             | スコア        |
| ---- | -------------- | -------- | ----------------- | -------------------- | ------------- |
| 優勝 | 2006年11月5日  | パリ     | カーペット (室内) | ドミニク・フルバティ | 6-1, 6-2, 6-2 |
| 優勝 | 2008年4月6日   | マイアミ | ハード            | ラファエル・ナダル   | 6-4, 6-2      |
| 優勝 | 2009年10月18日 | 上海     | ハード            | ラファエル・ナダル   | 7-6(7-3), 6-3 |

## ATPツアー決勝進出結果

### シングルス: 28回 (21勝7敗)
| 大会グレード                    |
| グランドスラム (0–0)            |
| ATPファイナルズ (1–1)           |
| ATPツアー・マスターズ1000 (3–0) |
| ATPツアー500 (1–0)              |
| ATPツアー250 (16–6)             |

| サーフェス別タイトル |
| ハード (8–3)         |
| クレー (10–4)        |
| 芝 (0–0)             |
| カーペット (3–0)     |

| 結果   | No. | 決勝日         | 大会               | サーフェス        | 対戦相手                         | スコア                  |
| ------ | --- | -------------- | ------------------ | ----------------- | -------------------------------- | ----------------------- |
| 優勝   | 1.  | 2003年1月5日   | アデレード         | ハード            | クリストフ・フリーヘン           | 6-2, 7-6(7-3)           |
| 優勝   | 2.  | 2003年4月13日  | エストリル         | クレー            | アグスティン・カレリ             | 6-4, 6-3                |
| 準優勝 | 1.  | 2003年5月26日  | ザンクト・ペルテン | クレー            | アンディ・ロディック             | 3-6, 2-6                |
| 優勝   | 3.  | 2004年5月2日   | ミュンヘン         | クレー            | マルティン・フェルカーク         | 6-4, 7-5                |
| 優勝   | 4.  | 2004年10月17日 | モスクワ           | カーペット (室内) | グレグ・ルーゼドスキー           | 3-6, 6-3, 7-5           |
| 優勝   | 5.  | 2005年5月21日  | ザンクト・ペルテン | クレー            | ユルゲン・メルツァー             | 6-3, 2-6, 6-4           |
| 準優勝 | 2.  | 2006年5月8日   | エストリル         | クレー            | ダビド・ナルバンディアン         | 3-6, 4-6                |
| 優勝   | 6.  | 2006年5月27日  | ペルチャッハ       | クレー            | アンドレイ・パベル               | 6-0, 6-3                |
| 準優勝 | 3.  | 2006年7月17日  | ボースタード       | クレー            | トミー・ロブレド                 | 2-6, 1-6                |
| 優勝   | 7.  | 2006年8月6日   | ソポト             | クレー            | フロリアン・マイヤー             | 7-6(8-6), 5-7, 6-4      |
| 優勝   | 8.  | 2006年8月26日  | ニューヘイブン     | ハード            | アグスティン・カレリ             | 6-4, 6-3                |
| 優勝   | 9.  | 2006年10月15日 | モスクワ           | カーペット (室内) | マラト・サフィン                 | 6-4, 5-7, 6-4           |
| 優勝   | 10. | 2006年11月5日  | パリ               | カーペット (室内) | ドミニク・フルバティ             | 6-1, 6-2, 6-2           |
| 優勝   | 11. | 2007年10月14日 | モスクワ           | ハード (室内)     | ポール＝アンリ・マチュー         | 7-5, 7-6(11-9)          |
| 優勝   | 12. | 2008年4月6日   | マイアミ           | ハード            | ラファエル・ナダル               | 6-4, 6-2                |
| 準優勝 | 4.  | 2008年4月20日  | エストリル         | クレー            | ロジャー・フェデラー             | 6-7(5-7), 2-1, 途中棄権 |
| 優勝   | 13. | 2008年5月24日  | ペルチャッハ       | クレー            | フアン・モナコ                   | 6-2, 2-6, 6-2           |
| 優勝   | 14. | 2008年6月9日   | ワルシャワ         | クレー            | トミー・ロブレド                 | 6-3, 6-3                |
| 準優勝 | 5.  | 2008年11月16日 | 上海               | ハード (室内)     | ノバク・ジョコビッチ             | 1-6, 5-7                |
| 優勝   | 15. | 2009年7月26日  | ハンブルク         | クレー            | ポール＝アンリ・マチュー         | 6-4, 6-2                |
| 優勝   | 16. | 2009年8月2日   | ウマグ             | クレー            | フアン・カルロス・フェレーロ     | 6-3, 6-0                |
| 優勝   | 17. | 2009年10月3日  | クアラルンプール   | ハード (室内)     | フェルナンド・ベルダスコ         | 6-4, 7-5                |
| 優勝   | 18. | 2009年10月18日 | 上海               | ハード            | ラファエル・ナダル               | 7-6(7-3), 6-3           |
| 優勝   | 19. | 2009年11月29日 | ロンドン           | ハード (室内)     | フアン・マルティン・デル・ポトロ | 6-3, 6-4                |
| 優勝   | 20. | 2010年1月9日   | ドーハ             | ハード            | ラファエル・ナダル               | 0-6, 7-6(10-8), 6-4     |
| 準優勝 | 6.  | 2011年1月8日   | ドーハ             | ハード            | ロジャー・フェデラー             | 3-6, 4-6                |
| 優勝   | 21. | 2011年5月1日   | ミュンヘン         | クレー            | フロリアン・マイヤー             | 6-3, 3-6, 6-1           |
| 準優勝 | 7.  | 2013年1月5日   | ドーハ             | ハード            | リシャール・ガスケ               | 6-3, 6–7(4-7), 3-6      |

### ダブルス: 4回 (2勝2敗)
| 結果   | No. | 決勝日         | 大会       | サーフェス        | パートナー             | 対戦相手                                              | スコア           |
| ------ | --- | -------------- | ---------- | ----------------- | ---------------------- | ----------------------------------------------------- | ---------------- |
| 優勝   | 1.  | 2004年10月17日 | モスクワ   | カーペット (室内) | イーゴリ・アンドレエフ | マヘシュ・ブパシ ヨナス・ビョルクマン                 | 3-6, 6-3, 6-4    |
| 準優勝 | 1.  | 2005年10月17日 | モスクワ   | カーペット (室内) | イーゴリ・アンドレエフ | マックス・ミルヌイ ミハイル・ユージニー               | 1-5, 1-5         |
| 準優勝 | 2.  | 2008年6月9日   | ワルシャワ | クレー            | ユーリ・シュキン       | マリウシュ・フィルステンベルク マルチン・マトコフスキ | 0-6, 6-3, [4-10] |
| 優勝   | 2.  | 2014年2月9日   | モンペリエ | ハード (室内)     | デニス・イストミン     | マルク・ジケル ニコラ・マユ                           | 6-4, 1-6, [10-7] |

## 成績

### 4大大会シングルス
略語の説明
| W | F | SF | QF | #R | RR | Q# | LQ | A | Z# | PO | G | S | B | NMS | P | NH |

W=優勝, F=準優勝, SF=ベスト4, QF=ベスト8, #R=#回戦敗退, RR=ラウンドロビン敗退, Q#=予選#回戦敗退, LQ=予選敗退, A=大会不参加, Z#=デビスカップ/BJKカップ地域ゾーン, PO=デビスカップ/BJKカッププレーオフ, G=オリンピック金メダル, S=オリンピック銀メダル, B=オリンピック銅メダル, NMS=マスターズシリーズから降格, P=開催延期, NH=開催なし.
| 大会           | 2001 | 2002 | 2003 | 2004 | 2005 | 2006 | 2007 | 2008 | 2009 | 2010 | 2011 | 2012 | 2013 | 2014 | 通算成績 |
| -------------- | ---- | ---- | ---- | ---- | ---- | ---- | ---- | ---- | ---- | ---- | ---- | ---- | ---- | ---- | -------- |
| 全豪オープン   | 2R   | 1R   | 1R   | 2R   | QF   | QF   | QF   | 4R   | A    | QF   | 1R   | 1R   | 2R   | 2R   | 23–13    |
| 全仏オープン   | 2R   | 2R   | 2R   | 1R   | SF   | QF   | SF   | 3R   | QF   | A    | 2R   | 1R   | 3R   | 1R   | 26–13    |
| ウィンブルドン | A    | 1R   | 1R   | 1R   | 2R   | 1R   | 4R   | 1R   | 3R   | 2R   | 1R   | 1R   | A    | A    | 7–11     |
| 全米オープン   | 1R   | 2R   | 2R   | 3R   | 2R   | SF   | SF   | 4R   | 4R   | 2R   | 3R   | 2R   | 2R   | A    | 26–13    |

### 年間最終戦
| 大会            | 2005 | 2006 | 2007 | 2008 | 2009 | 通算成績 |
| --------------- | ---- | ---- | ---- | ---- | ---- | -------- |
| ATPファイナルズ | SF   | RR   | RR   | F    | W    | 12–8     |

### 大会最高成績
| 大会                 | 成績 | 年               |
| -------------------- | ---- | ---------------- |
| ATPファイナルズ      | W    | 2009             |
| インディアンウェルズ | 4R   | 2007             |
| マイアミ             | W    | 2008             |
| モンテカルロ         | SF   | 2008             |
| マドリード           | 3R   | 2005, 2009       |
| ローマ               | SF   | 2007             |
| カナダ               | QF   | 2007, 2009, 2013 |
| シンシナティ         | SF   | 2007             |
| 上海                 | W    | 2009             |
| パリ                 | W    | 2006             |
| ハンブルク           | SF   | 2005             |
| オリンピック         | 2R   | 2008, 2012       |
| デビスカップ         | W    | 2006             |